# Узкий — широкий диапазон эквивалентности
Узкий/широкий диапазон эквивалентности — когнитивный стиль, который характеризует ориентацию на сходства объектов или различия между ними. Данный когнитивный стиль отражает особенности категоризации.
Широкий диапазон эквивалентности характеризуется тем, что из множества объектов человек выделяет несколько групп, имеющих большой объем. Узкий диапазон эквивалентности характеризуется тем, что субъект, напротив, выделяет много групп с малым объемом.

## История
Данный когнитивный стиль выделен в Меннингерской школе в теории когнитивных контролей Дж. Клейна, Р. Гарднера, П. Хольцмана, Г. Шлезингера и др.. Авторы ввели понятие «когнитивных контролей», который понимали, как некие структуры, являющиеся посредником между личностными состояниями и средовыми воздействиями. По своей феноменологии когнитивные контроли представляют собой индивидуальные способы обработки информации, включающие анализ, понимание, оценивание происходящего, и обеспечивают адаптивное отражение среды и выбор оптимального для данной ситуации поведение
В рамках данного направления авторы выделили 6 когнитивных контролей, один из которых — диапазон эквивалентности.
Р. Гарднер предположил, что представители узкого полюса диапазона эквивалентности склонны уделять большее внимание деталям и отличительным признакам. В то время как представители широкого диапазона эквивалентности, наоборот, склонны ориентироваться на сходства объектов и их обобщение Определение понятийной дифференциации, предложенное Р.Гарднером для объяснения принадлежности индивидуума к определенному диапазону эквивалентности, объясняет суть данного когнитивного стиля: много или мало категорий представлено в индивидуальном понятийном опыте. Таким образом, чем больше групп объектов выделяется в условиях их категоризации, тем выше понятийная дифференциация.
В отечественной литературе представители узкого диапазона эквивалентности называются «аналитики», а представители широкого диапазона — «синтетики».

## Методики диагностики узости/широты диапазона эквивалентности

### Методика «Свободная сортировка объектов»
В методике «Свободная сортировка объектов» испытуемому предлагается разложить объекты на группы любым удобным для него способом. Важно, чтобы каждый испытуемый раскладывал объекты так, как ему кажется правильнее. Оцениваемые показатели узости/широты диапазона эквивалентности:
- сколько всего выделенных групп;
- сколько объектов в наибольшей по объему группе;
- сколько всего групп, в которых находится один объект.

Чем больше испытуемый обращал внимание на детали, тем больше групп он выделял, соответственно, тем уже у него диапазон эквивалентности (и выше понятийная дифференциация).
Данная методика позволяет определить как характер индивидуальных оценочных шкал, так и уровень абстрагирования ответов.

### Методика «Константность размера»
В методике «Константность размера»испытуемому предлагалось сравнить объект-эталон (круг) с другими кругами различных диаметров, которые предъявляли с меньшего расстояния. Важно, что испытуемому заранее рассказали об изменении кажущегося размера объекта в зависимости от расстояния, на котором его предъявляют. По мнению Гарднера, возможность эффективного видимого образа связана с аналитическим отношением испытуемого к собственному перцептивному опыту.
Чем меньше величина диаметра выбранного круга, тем больше точность видимого образа. Следовательно, испытуемый обладает относительно точными аналитическими способностями в оценке своих перцептивных впечатлений, поэтому и уже диапазон эквивалентности.

## Связи с другими характеристиками
Р. Гарднер и его соавторы отмечали, что узкий диапазон эквивалентности коррелирует с близостью свободных ассоциаций к слову-стимулу; буквальностью воспроизведения и меньшей оригинальностью в рассказах по ТАТ; тенденцией приближать свои оценки к некоторой средней величине; предпочтением простых, симметричных фигур в тесте Баррона-Уэлша; склонностью предлагать однообразные ответы при выполнении теста «Способы использования предмета» Гилфорда, то есть проявлять низкий уровень креативности.
Представители широкого и узкого диапазона эквивалентности используют разные типы критериев для выделения различий. Так «аналитики» опираются в основном на явные формальные свойства объектов, а «синтетики» — на их скрытые, дополнительные значения.
При выполнении теста Роршаха ответы лиц с широким диапазоном эквивалентности связаны с различными аспектами человеческой жизни, часто выделяются человеческие фигуры. Представители широкого диапазона эквивалентности в неопределенных картинках в большей мере проецируют жизнь и активность.
Представители Меннингерской школы подчеркивают независимость диапазона эквивалентности от IQ.
У подростков узкий диапазон эквивалентности («аналитичность») связан с более низкими показателями непроизвольного и произвольного запоминания, познавательной ригидностью, низким темпом обучаемости при освоении геометрических фигур и низкой учебной успеваемостью.
Широкий диапазон эквивалентности («синтетичность») связан со способностью оперировать обобщенными понятиями, любознательностью, более высокой успеваемостью.
Аналитичность связана с тенденцией переоценивать ход физического времени.